# خوسيه لويس فرنانديز ألونسو
خوسيه لويس فرنانديز ألونسو (بالإسبانية: José Luis Fernández Alonso)‏ هو عالم نبات إسباني، ولد في 1959 في إنسيناس دي إسغيفا في إسبانيا.